# Шимони, Давид
Дави́д Шимо́ни (урожд. Шимоно́вич, ивр. דוד שמעוני, שמעונוביץ‎; 25 августа 1891, Бобруйск — 10 декабря 1956, Тель-Авив) — израильский поэт. Лауреат Государственной премии Израиля (1954).
Родители — Нисим Шимонович и Малка Фридлянд.
В 1906—1908 жил и учился в Киеве, в 1908—1909 — в Санкт-Петербурге. С 1909 жил в Эрец-Исраэль, принимал участие в охране поселений. В годы Первой мировой войны работал в России, преподавал литературу на иврите. С 1920 жил в Эрец-Исраэль, где также преподавал литературу.
Автором написаны стихи, посвященные Санкт-Петербургу.

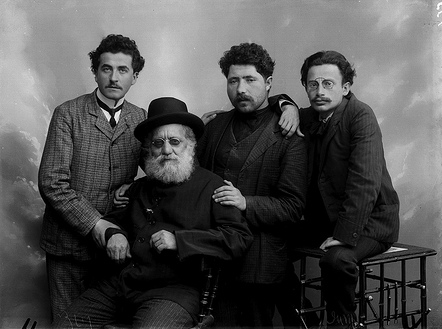
Справа налево: Давид Шимони, Йосеф Хаим Бреннер, Рабинович, Александр Зискинд, Шмуэль Йосеф Агнон. 1910.

Эта полночь полна волшебства,
Мрамор зданий сияньем облит,
И во сне беспокойном Нева
Плешет в чёрный, недвижный гранит.
И встают средь ночной синевы
Два гиганта — два сфинкса у вод
Тихо слушают ропот Невы,
Белый ветер им песню поет
Я иду к ним в сиянье немом
В царстве белых волнующих чар
Город спит, отягченный грехом
И во сне его душит кошмар
Над дворцами застыли рои
Легких тучек — лазурных, как лед.
Вот изгнанники — братья мои
Сфинксы дремлют у северных вод